# Афинская мечеть
Афинская мечеть (греч. Ισλαμικό Τέμενος Αθηνών) — единственная действующая мечеть в Афинах, столице Греции. Расположена в районе Вотаникос. Проект выполнило архитектурное бюро Александроса Томбазиса. Мечеть не имеет минарета и громкоговорителя для призыва мусульман на молитву. Вместимость мечети 350 человек, в том числе мужского зала — 300 и женского зала — 50 человек. Официальное открытие состоялось 2 ноября 2020 года. Является первой мечетью в Афинах после Греческой революции 1821—1829 гг.

## История
После создания в 1832 году королевства Греция строительство мечетей в греческой столице было запрещено; здания сохранившихся в центре Афин исторических мечетей Дзистаракис и Фетхие-джами использовались для различных целей и превращены в настоящее время в выставочные пространства. По оценке председателя Мусульманского союза Греции Эль Гадура, в городе с населением 4 млн человек проживают 500 тысяч мусульман. По оценке министра образования и по делам религий Греции Костаса Гавроглу число мусульман в стране составляет от 150 тысяч до 200 тысяч человек, включая «греческих граждан, мигрантов, беженцев и людей, посещающих Грецию в туристических или деловых целях». В городе действует около сотни нелегальных молельных комнат. Официальные мечети в Греции существуют только в Западной Фракии, где проживает мусульманское меньшинство.
В 2006 году по инициативе министра образования и по делам религий Мариэтты Яннаку парламент Греции одобрил закон о создании мечети. В 2013 году было принято решение о выделении 846 тысяч евро на строительство мечети и премьер-министр Греции Антонис Самарас поручил министерству транспорта организовать конкурс на строительство мечети. Был выделен участок площадью 600 м² на территории ныне не используемой стоянки автомобилей Военно-морских сил Греции. Против строительства выступил митрополит Пирейский Серафим (Мендзелопулос) и обратился в Госсовет. В августе 2016 года парламент Греции одобрил строительство. В октябре начались акции протеста на территории строительства, в начале ноября подразделение полиции особого назначения арестовало 15 активистов. В мае 2017 года парламент Греции одобрил возобновление строительства и закон об административном совете мечети («Διοικούσα Επιτροπή Ισλαμικού Τεμένους Αθηνών»), назначаемом министерством образования. Административный совет будет избирать имама. Весной 2019 года строительство было завершено и административный совет избрал имамом грека марокканского происхождения Мохамеда Заки (Σιντί Μοχάμεντ Ζακί). 7 июня 2019 года мечеть посетил министр образования и по делам религий Греции Костас Гавроглу в сопровождении СМИ и представителей мусульманских общин. Из-за пандемии COVID-19 были перенесены тендеры на различные услуги.
2 ноября 2020 года состоялось официальное открытие мечети.